# Allotinus niceratus
Allotinus niceratus är en fjärilsart som beskrevs av Hans Fruhstorfer 1913. Allotinus niceratus ingår i släktet Allotinus och familjen juvelvingar. Inga underarter finns listade i Catalogue of Life.